# Коротаев, Александр Станиславович
Александр Станиславович Коротаев (15 июля 1992, Таганрог, Ростовская область, Россия) — российский футболист, нападающий клуба КДВ.

## Биография
Родился 15 июля 1992 года в Таганроге. Воспитанник Академии Коноплёва, куда он попал вместе со старшим братом и отцом — футбольным тренером. Профессиональную карьеру начал в клубе ПФЛ «Академия», за который дебютировал 25 апреля 2010 года в матче против «СОЮЗ-Газпром», выйдя на замену на 60-й минуте игры. 18 января 2013 подписал контракт с клубом ФНЛ «Ротор», где выступал. Летом 2014 года перешёл в другой клуб лиги, саратовский «Сокол», за который выступал на протяжении двух сезонов. Летом 2016 года стал игроком красноярского «Енисея», за который отыграл 12 матчей. 4 февраля 2017 года был отдан в аренду в клуб ПФЛ «Динамо» (Санкт-Петербург), с которым стал победителем зоны «Запад» и добился возвращения в ФНЛ. По окончании сезона подписал с клубом полноценный контракт. 11 декабря 2017 года вернулся в «Ротор».

### Карьера в сборной
26 марта 2013 года дебютировал за молодёжную сборную России в матче отборочного раунда чемпионата Европы 2015 против сборной Андорры, в котором отыграл все 90 минут и забил гол на 18-й минуте.

## Достижения

### Клубные
«Динамо» СПб
- Победитель первенства ПФЛ (зона «Запад»): 2016/2017

### Личные
- Лучший бомбардир зоны ПФЛ «Урал-Поволжье»: 2011/2012 (25 голов)

## Семья
Отец Станислав Юрьевич Коротаев (р. 1966) — футбольный тренер. Работал в командах «Зенит-Ижевск», «Чертаново», Академии Коноплёва и сборной России до 15 лет.
Брат Евгений Коротаев (р. 1989) — чемпион Европы 2006 года среди сборных до 17 лет. В финале в серии послематчевых пенальти забил решающий гол. Выступал за ряд клубов ПФЛ.